# William Thoresson
Karl Tore William Thoresson (Göteborg, 31 maggio 1932) è un ex ginnasta svedese. Rappresentò la Svezia ai Giochi olimpici estivi a quattro edizioni consecutive dei Helsinki 1952, Melbourne 1956, Roma 1960, Tokyo 1964, vincendo un oro e un argento.

## Palmarès
- Giochi olimpici

Helsinki 1952: oro nel corpo libero.
Melbourne 1956: argento nel corpo libero.
- Mondiali

Roma 1954: bronzo nel corpo libero.